# ゼルダの伝説 夢幻の砂時計
『ゼルダの伝説 夢幻の砂時計』（ゼルダのでんせつ むげんのすなどけい、英題:The Legend of Zelda: Phantom Hourglass）は、日本国内では2007年6月23日、欧米では同年10月に任天堂から発売されたニンテンドーDS用アクションアドベンチャーゲーム。略称は「夢砂」「夢幻」など。ゼルダの伝説シリーズの一作。ニンテンドー ゲームキューブ用ソフト『ゼルダの伝説 風のタクト』の直接の続編にあたる。

## システム
本作はニンテンドーDS付属のタッチペンにより操作を行う。キャラクターの移動や攻撃など、主要な操作のほとんどがタッチペンに割り当てられており、ボタンで行える操作はメニューの表示などのショートカットに過ぎず、内蔵マイクなどを使う特殊なイベントを除き全ての操作がタッチペンだけで完結する。
メモ機能もまた特徴的である。本作ではニンテンドーDSのいくつかのゲームと同じく、上下のスクリーンのうち上側に地図を表示しているが、この地図にプレイヤーが手書きのメモを自由に記入することが可能となっている。
本作ではシリーズ恒例のハートのかけらやあきビンの収集、サイフの成長が廃止され、代わりに船のパーツのコレクション、カスタマイズ要素が新たに追加されている。剣の成長はあるが、盾の成長もなく謎解きよりもタッチペンを要するアクション要素が強い作品となっている。
表題である「夢幻の砂時計」は、本作に登場する重要な道具のひとつである。この砂時計は、本作で繰り返し挑むことになる迷宮「海王の神殿」にかけられた、侵入者の命を徐々に吸い取る呪いを、その砂が落ちきるまでの間だけ防ぐことができる。砂時計の制限時間内に効率よく攻略するために、上述のメモ機能の活用が想定されている。
キャラクターデザインは『風のタクト』と同じく「猫目リンク」と通称されるアニメ調のもので、3Dで描かれたグラフィックはトゥーンレンダリング処理がされている。ゲームの流れも『風のタクト』と同様で、一定の海域上を船で移動し、点在する島々に上陸してからは主人公のリンクを直接操作し島やその中にある迷宮を探索する。

### タッチペン
先に述べたとおり、本作ではタッチペンを主要な操作方法とする。主人公のリンクを移動させるには、タッチスクリーン上で移動したい方向を押さえ続ければよいし、敵に剣で斬りかかるには単純にその敵をタッチすればよい。各種のアイテムを使用する場合も、ブーメランであればその軌跡を画面にタッチペンで描くことでその通りに飛ばすことができるなどの、直感的で自由な操作が可能になっている。

### メモ機能
前述のタッチペンを使い、地図や海図に自由に文字や図形を書いたり消したりすることができる。書いたメモは地図および海図に表示され、プレイヤーはメモを元にゲームを進めることができる。なお、ボス面など一部の地図には書き込むことができない。

## ストーリー
海賊のかしらである少女テトラとその手下たち、そして緑衣の少年リンク。一緒に冒険を続けていた彼らは幽霊船に遭遇しテトラが連れ去られてしまう。リンクは彼女を助けようと幽霊船に飛び移ろうとしたが海に落ちてしまい、流れ着いた島で妖精シエラとシーワンという老人と出会う。リンクはテトラを救うため、その島で出会った船長ラインバックとともに幽霊船を探す冒険に旅立つ。

### 前作との関係
前作『ゼルダの伝説 風のタクト』より数か月後という設定で、ゲーム開始直後に前作のあらすじが紹介される。前作とは数人の登場人物が共通するのみで、ストーリー上では前作の知識は要求されない。お約束のラスボス、ガノンドロフは前作で海に沈んだため、あらすじのイラストでしか登場しない（ガノンドロフという名前も出ていない。魔王と説明されている）。

## キャラクター
リンク（声：松本さち）
物語の主人公。緑衣を纏ったプロロ島出身の12歳の少年。テトラを助けるため、幽霊船を探す旅に出る。このリンクがゲームに登場するのは三回目で、シリーズ中最多登場のリンクとなった。前作同様に物語の開始時は眠っている。
シエラ（声：水橋かおり）
倒れていたリンクを見つけた妖精。昔の記憶を失っている。
実は時と勇気の精霊であり、ベラムーの力によって記憶を失っていた。最後の戦いで記憶を取り戻し、ベラムーを倒すための能力を思い出す。
ネーリ
知恵の精霊。風の神殿に封じられていた。
リーフ
力の精霊。炎の神殿に封じられていた。
テトラ（声：橘ひかり）
海賊の頭を務める、褐色の肌の勝気な少女。その正体はハイラル王国の王女ゼルダ姫であったことが前作『ゼルダの伝説 風のタクト』で判明しているが、手下の海賊たちが「ゼルダ姫」と呼ぶのを嫌い、変わらず接するよう求めている。
ラインバック
リンクと行動を共にすることになる船乗り。莫大な財宝が眠るという噂の幽霊船を探している。シリーズ初の人間の相方。リンクを連れて船を操縦することに徹する。口癖は「イヤッハーー!!」。実はカナヅチ。
臆病で逃げ腰の、せこい性格のキャラクターとして描かれるが、リンクと冒険を共にするうちに心境に変化が見られ、最終的には勇気を見せる。
物語中盤では手紙に書く形で、協力してくれるリンクにお礼を言うシーンがある。また、船に潜入してくる敵を追い払うとルピーをくれたりもする。
専用のBGMがある。
次作の『ゼルダの伝説 大地の汽笛』では故人となってしまっているが、伝説の船乗りと呼ばれるまでになっていたようである。
シーワン
メルカ島に住む謎の老人。何かとリンクたちの手助けをしてくれる。
なお、彼にも専用のBGMがある。
正体は海王（うみおう）の分身であり、本体はベラムーによってその力は失われている。本体の姿は『ゼルダの伝説 夢をみる島』に登場した「風の魚」に似た白い巨大なクジラのような姿である。その鳴き声はまさに「風の魚」。
ジョリーン
ラインバックの船をしつこく付け狙う女海賊。姿を見せようとしないラインバックの居場所を吐かせるため、リンクに勝負を挑んでくる。後にラインバックとの関係が語られることとなるが…。コスプレ趣味のある妹がいる。
ファントム
海王の神殿で各階を巡回している鎧モンスター。ほとんどの攻撃が通用しない。つかまると夢幻の砂時計の残り時間が減らされ、攻撃を受けた場合は体力に関係なく一撃で倒されてしまう。青（ファントム）、赤（スプリンターファントム）、黄（ダークファントム）の3種類がいて、それぞれ能力が異なる。元は、ベラムーによって姿を変えられた人間。
テリー
海上で船で店をやっていて、色々なアイテムを売ってくれる。また、仮面船という船が特定の時間に現れ、船内には仮面をつけた男がテリー同様に商売をしている。仮面のほうは閉店セールといっているが実際には新装開店していなくなることはない。テリー船と売っているものは変わらないが、ハートの器を一度だけ購入することができる。
テリーも仮面船の男も『風のタクト』に登場したキャラクターである。また、テリーらしき人物が『ゼルダの伝説 ふしぎのぼうし』でハイラルの町で商売をしている。
フォーチュン
火の島に住む若い女性の占い師。リンクが火の島に来た理由を見抜いたり、召使のカシヅクの死を予兆したりと、その予知能力はなかなかのもの。
モンスターに占いの館を侵入され隠し部屋に身を潜めていたが、リンクによって救出される。そして火の島で起こった異変の原因は炎の神殿にあると悟り、そこに向かうようリンクに告げる。
なお、炎の神殿をクリアした後に彼女の館を訪れると、占いで次の目的地を教えてくれる。

### ダンジョンボス
火焔幻術師 ブレイズ
『力の精霊』を守る炎の神殿のボス。魔導士のような魔物で、炎攻撃を得意とする。3体に分身することができ、分身中は無敵になる。
竜巻魔空魚 フーオクタ
『知恵の精霊』を守る風の神殿のボス。空を飛ぶ巨大なタコの魔物で、竜巻など風を使った攻撃を得意とする。外見は前作にも登場したオクタロックに近い。
甲殻巨大種 レヤード
『勇気の精霊』を守る勇気の神殿のボス。巨大なヤドカリの魔物。動きはのろいが防御力が高く、あることをしないとダメージが全く通らない。
地獄四姉妹　キュバス
幽霊船を守る4人の幽霊。ダンジョン内部では「魔物に囚われた4姉妹」を装っているが、4人全員を救出すると正体を現す。攻撃方法はビームやエネルギー弾などで、前作までのファントムガノンと同じ戦い方が特徴。
重機動鎧竜　ボンゴロンゴ
『緋色のハガネ』を守るゴロンの神殿のボス。火炎放射と突進攻撃が特徴の恐竜。行動パターンはドドンゴと酷似。
氷炎双頭竜　グリオーク
『紺碧のハガネ』を守る氷の神殿のボス。青と赤の2つの頭が生えたドラゴン。青の頭は冷気を、赤の頭は炎を使いこなし、水中からパワフルな攻撃を繰り出す。
古代巨岩兵　オーイス
『深緑のハガネ』を守るムトーの神殿のボス。古代文明が残した岩石の巨人。攻撃対象がとにかくデカいため、ダイナミックな視点での戦いとなる。踏みつけや拡散針など広範囲を狙う攻撃が多いため、攻撃をかわしづらい。
夢幻魔神 ベラムー
海王の神殿の奥底に巣くう巨大な魔物で、本作の最終ボス。本作の舞台となる世界の守護者である海王の力の源「フォース」を吸い取り、世界の支配を目論む。その際にかなりのフォースを持つテトラを狙い、幽霊船に扮して彼女たちの前に現れた。フォースを食う存在故に通常の剣で倒すことはできないとされている。
外見は目玉のあるクラゲの様で、先端に目玉のついた黒い触手を操って攻撃する。弱点である『夢幻のスフィア』によって動きを止めることができる。第2形態では幽霊船と融合し、第3形態ではラインバックに取り憑いてファントムのような姿に変身して剣で一騎討ちを挑む。

## アイテム
シーワンの剣(つるぎ)
シーワンから貰った剣。初めて手に入る剣でもある。
盾
前方からの攻撃を防いでくれる盾。よろずやで売っている。
ブーメラン
構えてから下画面に軌道を描くとその通りに飛ぶ。従来通りアイテムを引き寄せる事が可能なほか、灯篭の火を他の灯篭に移したりもできる。敵に当てると一定時間気絶させる。
バクダン
岩などを壊せるシリーズおなじみの爆弾。使用するときは設置地点をタッチする。
弓矢
シリーズおなじみの弓矢。ただし、炎や氷、光の矢にはならない。下画面をタッチすると、リンクを始点としてタッチした方向に直進する。背中に当てられれば、ファントムを一時的に気絶させることもできる。
ボムチュウ
ネズミの形をした自走型の爆弾。タッチペンで描いたルートに沿って走り、終点にたどり着くか敵などの障害物にぶつかると爆発する。小さな穴に入り込ませることができる。
かぎ爪ロープ
特定のポイントにカギ爪を引っ掛けて移動できるアイテム。杭と杭の間にロープを張って橋にしたり、張られたロープの反動で離れた場所にジャンプできるほか、岩や壷同士を引っ掛けて破壊することもできる。ブーメランと同様にアイテムを引き寄せることが可能で、一部の敵の装備を外すこともできる。
ハンマー
空中に浮いていて（シエラが持っている）、遠隔操作で少し離れた所でも叩けるハンマー。錆びて動かないスイッチを押したり、ジャンプ台を叩くことができる。溜めると大きくなり強力なハンマーで攻撃できる。ファントムを誘き出したり、気絶させることもできる。
スコップ
土や砂の地面を掘ることができる。隠されたアイテムを発見するのに用いるほか、風穴を埋めたり掘り返したりもできる。
夢幻の砂時計
体力を奪われる海王の神殿の中でも、一定時間ダメージを受けなくなるアイテム。入手時の有効時間は10分だが、ダンジョンのボスを倒して時の砂を入手することで2分、海中に沈んでいるアイテムを入手する事で1分ずつ有効時間が延び、最大で25分間有効となる。砂時計は一度砂が落ち切ったら引っくり返しても効果がなく、消費した時の砂の力は太陽に当たる（ダンジョンから出る）と元に戻る。時の砂が落ちきってしまうとダメージを受ける。
夢幻のつるぎ
深緑・紺碧・緋色の3種のハガネで作られた刃と、夢幻の砂時計が融合して出来た剣。それまで倒せなかった敵（ファントムなど）を倒せるようになる。また、最終戦では夢幻のスフィアを受けることで短時間ながら時を止める事ができる。

## ダンジョン
本作のダンジョンは、幽霊船以外、全て名前が「○○の神殿」になっている。
| レベル | ダンジョン   | 階数          | 地域     | アイテム       | ボス                    |
| ------ | ------------ | ------------- | -------- | -------------- | ----------------------- |
| 1      | 炎の神殿     | 5 (1F - 5F)   | 火の島   | ブーメラン     | 火焔幻術師 ブレイズ     |
| 2      | 風の神殿     | 3 (B2 - 1F)   | 風の島   | 爆弾           | 竜巻魔空魚 フーオクタ   |
| 3      | 勇気の神殿   | 5 (B1 - 4F)   | モルデ島 | 弓矢           | 甲殻巨大種 レヤード     |
| 4      | 幽霊船       | 4 (B3 - 1F)   | 北西の海 | 無し           | 地獄四姉妹 キュバス     |
| 5      | ゴロンの神殿 | 5 (B4 - 1F)   | ゴロン島 | ボムチュウ     | 重機動鎧竜 ボンゴロンゴ |
| 6      | 氷の神殿     | 5 (B2 - 3F)   | 氷の島   | カギつめロープ | 氷炎双頭竜 グリオーク   |
| 7      | ムトーの神殿 | 7 (B4 - 3F)   | 遺跡島   | ハンマー       | 古代巨岩兵 オーイス     |
| 8      | 海王の神殿   | 14 (B13 - 1F) | メルカ島 | 海図           | 夢幻魔神 ベラムー       |

- ゴロンの神殿、氷の神殿、ムトーの神殿は順不同で攻略可能。
- 海王の神殿は初期から潜入できるが、ストーリーの進行（アイテムの入手）に従って深い階に進めるようになる。例外的にB9FからB10Fへの移動はストーリーの進行と関係ないため、やろうと思えば海図を一度に二つ入手することが可能。
- 風の神殿と幽霊船は前作にも登場しているダンジョンだが、名前が同じだけで構造の異なるダンジョンとなっている。

## 地理
本作の世界は、十字に区切られた4つの海域に分かれ、島が点在している。
ネーミングに関して、一部の島の名前は地図の図法が由来となっている（メルカ島はメルカトル図法、モルデ島はモルワイデ図法）。
| 北西の海                                             | 北東の海                                      |
| ---------------------------------------------------- | --------------------------------------------- |
| - サウズの島 - ボヌン島 - 名も無き島 - 風の島        | - メイズ島 - 死者の島 - 遺跡島                |
| 南西の海                                             | 南東の海                                      |
| - メルカ島 - モルデ島 - 大砲島 - 火の島 - ほこらの島 | - ホリホリ島 - 氷の島 - ゴロン島 - ドゥエス島 |

### 航海
各海域の島々は港に入港が可能で、航海して港と港の間を移動する。初期は、出発点であるメルカ島の存在する南西の海域のみを航行可能で、ストーリーの進行に伴い新たな海図を入手することで他の海域への移動が可能になる。
- 海図上にタッチペンで線を引き、その通りに船は進む。途中で一時停止したり、線を引き直すこともできる。
- 途中、敵が出てくるので、後に手に入る大砲で攻撃して倒すか逃げることになる。初期から登場する敵はジャンプして避けられる。
- 商人や旅人、海賊、ジョリーン（後に登場）の船が航海している。
  - 海賊やジョリーンに見つかると、追いかけられて攻撃され、接近されると船内に乗り込まれてしまうため、その場合は、船内で通常のダンジョンと同じ形で攻撃して排除することになる（旅人の船も海賊に乗り込まれていることがあり、リンクが乗り込むと戦闘に突入する場合がある）。
  - 海賊船は、攻撃して沈めることができるが、ジョリーンの船は攻撃できず逃げるだけとなる。
- 船にもダメージポイントがあり、ゼロになると沈没してゲームオーバーになる。パーツを付け替えることにより強度向上が図れる。付け替えはメルカ島の造船所でできる。
- 海図に載っていない島もあり、その島に近づくことによって、ラインバックが島を確認（プレイヤー目線で見つけた時点ではなく、一定の距離まで近づく必要あり）し、海図に記録され、入港が可能になる。
- ある場所において、「羅針盤」を入手することができる。ある特定の模様を描くことで決まった場所に移動ができる。
- 後にサルベージアームを搭載することにより、海図上の×マークの上で、海底の宝を探索（サルベージ）できる。宝箱やシャベルで地面を掘ることで宝の地図を発見でき、その場所に×マークが記録される。海賊船を沈没させる事により現れることもある。アームにもダメージポイントがあり、岩礁や敵にぶつかると破損、最終的には使えなくなってしまうが、造船所で有償修理が可能。中盤では、宝だけではなく、進行上必要不可欠な勇気の神殿のカギを探索するのにも用いる。
- 後に釣り竿を手に入れることにより、魚影の上で釣りができる。大物を釣っていくと、釣り竿の持ち主からアイテムなどがもらえる。
- 海域にもボスキャラがおり、大砲を駆使して退治するイベントが数回自動的に発生する。前作での航海の退屈を少し改善している。

## 対戦モード
本作には1人用の本編のほかに、2人用の対戦モードが収録されている。攻撃側のプレイヤーはリンクを操って、マップ上に散りばめられた三角形の物体「フォース」をより多く自陣に持ち帰ることが目的となる。対して防御側は、3体のモンスター「ファントム」に進むルートを指示し、リンクを捕まえることが目的。
ニンテンドーWi-Fiコネクションを利用した対戦では、国内のだれか・世界のだれか・国内のライバル・世界のライバルのいずれかから対戦相手を選択できる。

## 開発
『ゼルダの伝説 4つの剣+』の開発が終わった直後の2004年5月頃に開発がスタートした。『ゼルダの伝説 トワイライトプリンセス』と開発時期が重なっていたこともあり、最初の1年は5人ほどの小規模なチームで開発が進められた。当初はまだ試作機であったDSの、2画面という特徴を使って『4つの剣+』のようなコネクティビティシステムを利用したゲームを作る計画であったが、プロデューサーの青沼英二の提案もあってDSの特徴を生かした「新しいゼルダ」を作る事になった。具体的にはタッチペンを活かしたゲームにすることをテーマに掲げた。タッチペン操作の導入は、従来シリーズで複雑化してきた操作をシンプルにし、かつ面白さを失わないという矛盾の解決のために生み出された。
開発初期には片方の手でタッチペンを使いながら、もう片方の手でボタン操作をする仕様であった事もあるが、この持ち方では操作が難しいとの理由でタッチペンのみの操作に切り替えられることとなった。その後開発が進むにつれ、タッチペンの操作に問題がないことが分かったばかりか、タッチペンを利用した新たなアイデアが次々に生まれたという。そして、タッチペン操作によってブーメランを操作できたことで青沼はそれ以外のアクションも大丈夫だという自信を得た。
また本作ではマップにメモを書き込めるが、青沼曰く「これまでの『ゼルダ』では、何かを記憶しておかないと解けないネタっていうのは、わりと御法度」だったが、本機能の利用を習慣化させるために、あえて難解な暗号などのネタを盛り込むことにした。
これら新機能の一方でハートのかけらやビン集め、サイフの成長は本作には搭載されていない。ハートのかけらに関しては、ディレクターの岩本大貴によると「たくさん配置すると、ありがたみがなくなることもあると考えた」ためである。そのほか、当初は製品版よりももっと多くのアイテムを組み込んでいたが、「プレイヤーに新しい体験を確実に提供できるアイテム」に限定して絞り込むことにした。
こうして、青沼が宮本にほぼ完成した本作を見せたところ「これ、おもろいわ。売れると思う」と電話で言われ、『トワイライトプリンセス』など過去のゼルダ作品では恒例であった「ちゃぶ台返し」は無かった。その代わりに青沼がそれに類することをしていた。
その後2006年にE3で公開された。当初は2006年の発売予定だったが、青沼が『トワイライトプリンセス』を完成させてから開発に深くかかわりたいと希望したため延期された。

### スタッフ
以前から同シリーズのプログラムなどを担当していた岩本大貴が初めてディレクターとして参加し、サブディレクターはカプコンでゼルダ作品を製作した藤林秀麿、プロデューサーは青沼英二が担当している。
また音楽は『ゼルダの伝説 風のタクト』でメインコンポーサーを勤めた永田権太が担当した。
- ディレクター
  - 岩本大貴
- サブディレクター
  - 藤林秀麿
- プロデューサー
  - 青沼英二
- ジェネラルプロデューサー
  - 宮本茂
- 音楽
  - 永田権太（メインコンポーサー）
  - 峰岸透

## 評価
2008年3月時までに日本国内91万本、全世界413万本の売り上げを記録し、IGNやGameSpy、GameSpotでゲーム・オブ・ザ・イヤー2007のDS部門を受賞した。
国内ではニンテンドーDSのユーザー層の広さなどもあり、従来のシリーズよりも大人や女性のユーザーが多く購入したことが確認されており、クラブニンテンドー登録者だけでも25%が女性であった。また、同様の理由で初心者や新規ユーザーの購入者も多く、長期間安定型の売上となり、最終的には2000年以降の『ゼルダの伝説』シリーズではブレス オブ ザ ワイルドが発売されるまで国内売上最多を記録し、さらに携帯機で発売されたゼルダシリーズの中でも国内、海外共に売上最多を記録した。

## 攻略本
- ゼルダの伝説 夢幻の砂時計 ザ・コンプリートガイド ISBN 9784840239981 - 角川グループパブリッシング（発売日:2007年8月9日）
- 任天堂公式ガイドブック ゼルダの伝説 夢幻の砂時計 ISBN 9784091063793 - 小学館（発売日:2007年8月9日）
- ゼルダの伝説 夢幻の砂時計 パーフェクトガイド ISBN 9784757737129 - エンターブレイン（発売日:2007年8月9日）
- Nintendo DREAM 任天堂ゲーム攻略本 ゼルダの伝説 夢幻の砂時計 ISBN 9784839925703 - Nintendo DREAM 編集部（発売日:2007年8月9日）

## 漫画版
小学館の雑誌に漫画版が掲載されていた。2009年3月に単行本全1巻が発売（ISBN 978-4-09-149609-6）。執筆は、それまでに小学館誌に掲載された『ゼルダの伝説』シリーズの漫画と同様に姫川明が担当。
ストーリーについては、他の姫川執筆のものにも言えることだがゲーム版を骨組みとしているものの、要点以外はほぼオリジナルの展開で、幽霊船クリア（ゲームにおける中盤）以降のストーリーは大幅に短縮・簡略化されている。
リンク
一人称は「おいら」で、真面目で、正義感が強いが、少々おとぼけな性格となっている。また、年齢故かジョリーンに対しては直球な発言が多く、シエラに突っ込まれた。
テトラ
性格はゲーム版に準じており、ゲームではこれといった活躍が無かったが、キュバス戦ではゼルダ姫の霊体となって登場し、キュバスの魔法をはじき返して活路を開き、ベラムーとの最終決戦ではラインバックらを指揮し、応戦した。また、プロローグによると剣術はリンク並みの高さを持つ。
なお、姫川明は『風のタクト』の漫画を描いたことはないのでテトラを描くのは今回が初めてとなる。
ラインバック
漫画オリジナルの過去に関する話が登場し、幽霊船のと関連が変更された。元々はとある海賊団の団員の一人だったのだが、財宝目当てで幽霊船に進入してキュバスの罠にはめられた際に恐怖のため仲間を見捨てて一人で逃亡、それによって彼以外の団員は全滅してしまい、仲間を裏切ってしまった後悔から「自分は相手を裏切る」というトラウマめいたレッテルを自らにつけて他者と深く関わらないようにして、過去と決着をつけるべく幽霊船を探しており、リンクに協力したのもこの為となっているが、最終的にリンクの行動や説得に心を動かされ、ベラムーに身体を乗り移られた際には意識を取り戻し、初めて彼の名前を言ったり、リンクの役に立てないとベラムー諸共自決を図ろうとするなど（その行動はシエラとリンクに阻止される）、自分らしくない言動をしたことから性格も随分と変わり、心も大きく成長した模様。
シエラ
記憶喪失に関する設定が変更され、彼女の力である「夢幻のスフィア」以外の記憶はベラムーが封印したのではなく、「ベラムーに襲われた際に、海王が彼女を逃がすため記憶を分離させた」となっており、少女の姿に偽装した記憶体が登場、途中でその記憶体と合体して記憶を取り戻す。なお、記憶を失った状態での体色はピンクで、取り戻した後の体色は黄色だという台詞が存在するのだが、なぜか単行本の表紙での体色は水色となっている。
シーワン
性格設定やストーリーに関することはゲーム版に準じ、リンクが勇者であること知っており、且つこの世界にいずれ訪れることを予期していたと思われる場面が存在する。
ゲームのプロローグでニコが行っていた『風のタクト』あらすじの紙芝居の代わりとしてか、初登場時に『神々のトライフォース』の内容の紙芝居を子供たちに読み聞かせているシーンがある。
ジョリーン
ゲームでは軽く触れられただけだったラインバックとの出会いが登場、3年前に航海中に魔物に襲われ船を破壊されかけたところ、ラインバックが船を魔物に体当たりさせて撃退し（実際は、逃げようとして焦って舵を取り違えたため魔物に衝突した）、その事で彼に好意を抱いて海賊団へ招き入れたのだが、前述した彼のトラウマのため、夜逃げされ、彼の行方を行っていた（このことからラインバックが幽霊船で仲間を失う事件が起きたのは3年以上前だと分かる）。後に再会を果たした後はラインバックにあの時の怒りをぶつけ、彼を「ロクデナシ」と呼んでいる。その後はリンクの頼みを聞いたり、ベラムーとの最終決戦ではラインバックと共に砲撃し、戦いに協力した。
ベラムー
原作ではラストボスでありながら全く台詞のないキャラクターであったが、漫画版では中盤以降から台詞が登場、フォースは「人のために使う力」から最も強く発するということに気づき、後述のようにラインバックへ取り付いたのはこのためとなっている。
戦闘時における形態変化がゲームと異なり、最初にゲームにおける最終形態であるラインバックに乗り移った形態で登場、一時的にラインバックを人質に取ると同時にリンクを圧倒するが、意識を取り戻したラインバックに抵抗され、ゲーム版のように真の力を発揮したシエルに時間を止められ、その隙を突いたリンクに斬り裂かれて倒される。しかし、夢幻の剣でなかったため、完全に倒せず、海王の姿に戻ったシーワンに取り付き道連れにしようとするが、ラインバックとジョリーンからの砲撃を受けて怯んだところを夢幻の剣を手にしたリンクの大回転斬りを受け、両断されて完全に消滅した。